# Линн, Джинджер
Джи́нджер Линн А́ллен (англ. Ginger Lynn Allen; род. 14 декабря 1962, Рокфорд, Иллинойс, США) — американская актриса, кинорежиссёр, сценарист, кинопродюсер, певица и фотомодель.

## Ранние годы
Джинджер Линн Аллен родилась в Рокфорде (штат Иллинойс, США). В 1975 году 12-летняя Джинджер совершила попытку самоубийства путём отравления лекарствами из-за проблем в отношениях со своей матерью, а год спустя её родители развелись.
В 1981 году Джинджер окончила Rockford West High School. В 1982 году Джинджер переехала в штат Калифорния, чтобы быть рядом со своим дедушкой, который перенёс сердечный приступ.

## Карьера
Джинджер начала свою карьеру в качестве эротической модели, а к декабрю 1983 года она начала сниматься в порнографических фильмах. Также она снялась в клипе группы Metallica на песню «Turn the Page» в роли стриптизёрши-проститутки, путешествующей с дочерью. Линн окончила порнографическую карьеру в 2011 году, снявшись в 266 фильмах и сняв один в 2003 году. Затем она начала сниматься в полнометражных фильмах и на телевидении.
Джинджер — лауреат премий X-Rated Critics' Organization (1985, 2000) и AVN Awards (2002).

## Личная жизнь
В 1990-х годах Джинджер состояла в фактическом браке. У неё есть сын — Стерлинг Уэйн Роберт (род. 31.03.1996).

### Проблемы со здоровьем
Летом 2000 года Джинджер был диагностирован рак шейки матки. Линн выздоровела в начале 2002 года после того, как перенесла полную гистерэктомию и частичную химиотерапию.

## Избранная фильмография

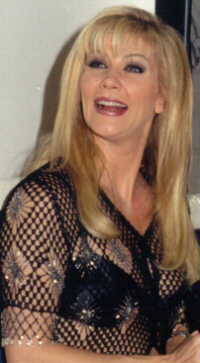
Линн на East Coast Video Show, Атлантик-Сити, 1999 год

| Год       |   | Русское название                            | Оригинальное название            | Роль                    |
| --------- | - | ------------------------------------------- | -------------------------------- | ----------------------- |
| 1989      | ф | Доктор с чужой планеты                      | Dr. Alien                        | первая подружка байкера |
| 1990      | ф | Молодые стрелки 2                           | Young Guns II                    | Дав                     |
| 1991      | ф | Шлюха                                       | Whore                            | раненая девушка         |
| 1991—1992 | с | Суперсила                                   | Super Force                      | Кристал Чендлер         |
| 1992      | ф | Кожаные куртки                              | Leather Jackets                  | Бри                     |
| 1993      | ф | Впереди одни неприятности                   | Trouble Bound                    | порноактриса            |
| 1993      | ф | Связанная с кляпом во рту. Любовная история | Bound and Gagged: A Love Story   | Лесли                   |
| 1993      | с | Полиция Нью-Йорка                           | NYPD Blue                        | Моник                   |
| 1995      | ф | Незнакомка                                  | The Stranger                     | Салли Уомак             |
| 2005      | ф | Изгнанные дьяволом                          | The Devil’s Rejects              | Фанни                   |
| 2005      | в | Американский пирог 4: Музыкальный лагерь    | American Pie Presents: Band Camp | медсестра Сандерс       |